# Racionamiento

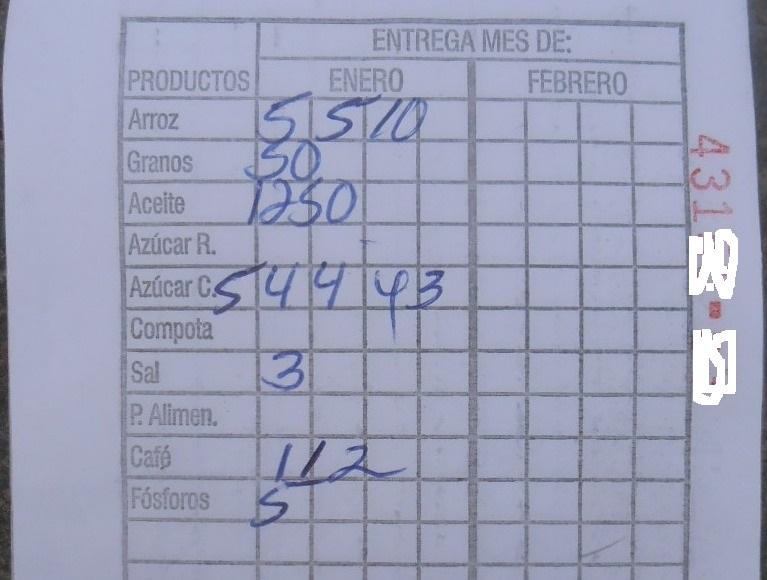
Detalle de una Libreta de Abastecimiento por el racionamiento en Cuba.

El racionamiento es la asignación gubernamental de recursos limitados y bienes de consumo; figura económica generalmente aplicada durante las guerras, las hambrunas o cualquier otra emergencia nacional.
El racionamiento del consumo un producto prohíbe los usos menos importantes, como su utilización para fines personales en vez de los relacionados con el trabajo. El racionamiento por la escasez de un artículo de consumo se pone en práctica cuando no hay medios suficientes para satisfacer la demanda y se opta por distribuirlos en cantidades limitadas. El racionamiento en base al costo de las mercancías limita la cantidad de dinero que los consumidores pueden gastar en productos básicos que son difíciles de estandarizar, como podría ser la ropa. En el racionamiento por puntos se asigna un puntaje a cada artículo, dándosele cierta cantidad de puntos a cada consumidor en forma de cupones, que son emitidos como si fuera dinero para ser canjeados por los bienes racionados.
En una política económica de este tipo, generalmente los consumidores tienden a ahorrar su dinero o invertirlo en bonos del Estado, de modo que el capital que no es gastado, no termina siendo utilizado en mercancías innecesarias o en compras del mercado negro.

## Racionamiento en España en elsigloXX

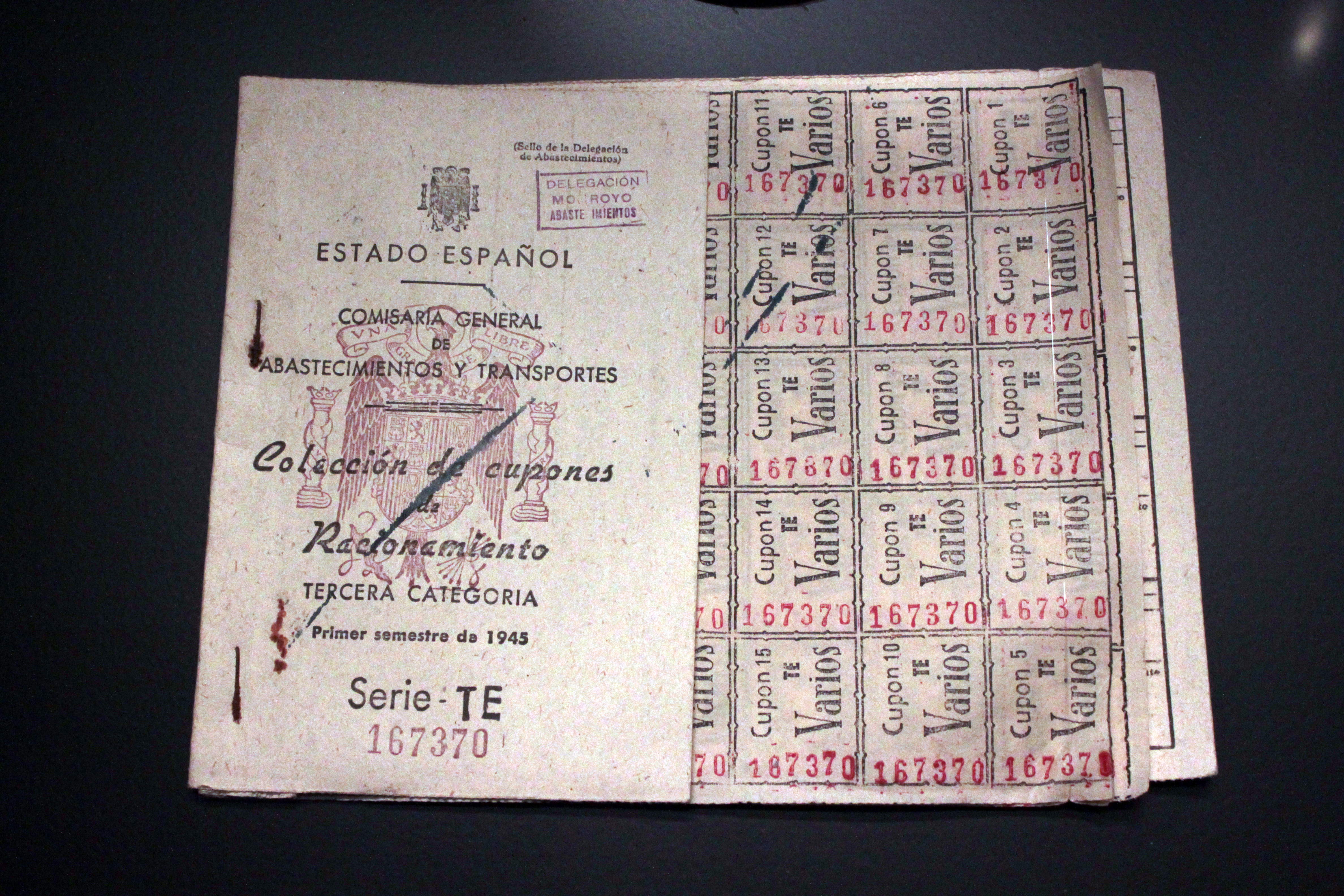
Cartilla de racionamiento española de 1945.

La primera vez que se implanta el racionamiento en España es durante la Guerra Civil, establecido por el bando republicano, presidido por el socialista Francisco Largo Caballero, a través de un decreto de 5 de marzo de 1937 publicado en la Gaceta de la República el 7 de marzo de 1937, de forma que se repartiesen los alimentos disponibles durante el periodo de guerra. Dicho decreto dicta en su artículo 1: «Se crea en todos los Municipios de la España leal la tarjeta de racionamiento familiar». Posteriormente, una vez finalizada la guerra civil española, durante el periodo de la posguerra que estuvo marcado por la escasez, una orden ministerial de 14 de mayo de 1939, estableció el régimen de racionamiento en España para los productos básicos alimenticios y de primera necesidad. El racionamiento no alcanzaba a cubrir las necesidades alimenticias básicas de la población, por lo que vivieron años de hambre y miseria. La degradación del nivel de vida en la década de los 40 fue tal, que asegurarse la subsistencia se convirtió en una auténtica lucha diaria. Se establecieron dos cartillas de racionamiento, una para la carne y otra para el resto de productos alimenticios. Se dividió a la población en varios grupos: hombres adultos, mujeres adultas (ración del 80% del hombre adulto), niños y niñas hasta catorce años (ración del 60% del hombre adulto) y hombres y mujeres de más de sesenta años (ración del 80% del hombre adulto). La asignación de cupos podía ser diferente también en función del tipo de trabajo del cabeza de familia. Inicialmente, las cartillas de racionamiento eran familiares, y fueron sustituidas en 1943 por cartillas individuales, ya que permitían un control  más exhaustivo de la población. En mayo de 1943 (BOE de 15 de abril de 1943), al mes de la entrada en vigor de la cartilla individual, el número de racionados en España era de 27.071.978 personas.
La distribución de alimentos racionados se caracterizó por la mala calidad de los productos y puso de manifiesto la corrupción generalizada y la existencia del mercado negro. El racionamiento perduró oficialmente hasta mayo de 1952, fecha en que desapareció para los productos alimenticios.
Entre 1950 y 1960 el consumo per cápita de carne y papel se duplicó y el de azúcar o de electricidad se triplicó. Dadas estas carencias nutritivas aparecieron una serie de enfermedades relacionadas como fueron las hepáticas, la tuberculosis, gripe, las fiebres tifoideas, el paludismo y la disentería por falta de higiene. Los ancianos y los niños tuvieron un alarmante índice de defunciones.
En provincias como Jaén en 1942 se alcanzó una tasa de mortalidad infantil del 35% por la desnutrición y la ingesta de peladuras de patata u otros residuos. Paralelamente la dictadura acabó con los ahorros de la clase media de España, al retirar de la circulación 13.251 millones de pesetas republicanas y anular 10.356 millones más en dinero bancario. Un kilo de azúcar costaba 1,90 pesetas a precio de tasa. En el mercado negro, costaba 20. El aceite para el racionamiento se pagaba a 3,75 pesetas el litro y a 30 de estraperlo. Una ley de 1941 amenazaba con la pena de muerte a los especuladores.

## Racionamiento en América Latina

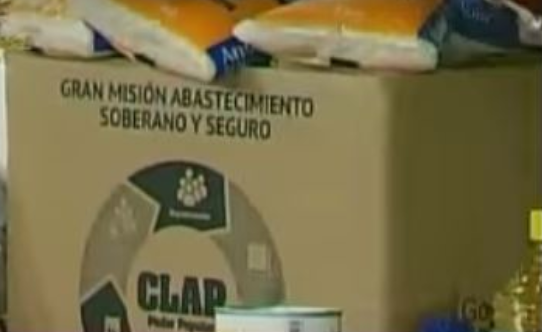
Comité Local de Abastecimiento y Producción creada por la escasez en Venezuela.

En marzo de 1962, una vez instaurada la Revolución cubana, Fidel Castro anunció la creación de la «Libreta de Abastecimiento», un instrumento utilizado para racionar los productos básicos en la isla caribeña, que rige hasta la actualidad y es administrada por la Oficina de Control de Distribución de Alimentos (OFICODA).
En Chile durante el gobierno socialista de la Unidad Popular presidido por Salvador Allende, fueron creadas en 1972 las Juntas de Abastecimiento y Control de Precios (JAP), para hacer frente a la escasez de productos y desabastecimiento que condujo a la crisis económica de 1973. Estos comités de racionamiento fueron disueltos una vez derrocado el gobierno de Allende e instaurada la dictadura militar tras el Golpe de Estado en Chile de 1973. En Venezuela, el gobierno de Nicolás Maduro anunció en 2016 la creación de los Comité Local de Abastecimiento y Producción (CLAP), como una medida paliativa a la escasez en el país. 